# شباب يمني
شباب يمني نشرة إخبارية مستقلة غير حزبية شبابية بدأت في مايو 2004 لتغطية فعاليات الطلبة اليمنيين الذين يدرسون في الخارج.

## الأهداف
- زيادة الوعي بين الشباب اليمني وتبادل المعارف والخبرات.
- تسليط الضوء ولفت الانتباه إلى أنشطة الشباب داخل وخارج اليمن.
- غرس الثقة في الشباب اليمني لإحداث تغيير إيجابي في مجتمعهم.

## عن فريق العمل
بدأت نشرة شباب يمني بأربع محررين وحاليًا تضم عشر محررين. هيكل النشرة يضم محررين دائمين، محررين متناوبين، مدير للتسويق، مدير فني، مدير توظيف، مدير إبداعي، ورئيس تحرير. نشرة شباب يمني يدعو الشباب اليمني المهتم للانضمام إلى فريقهم وتبادل الخبرات والمعرفة على أساس منتظم والمحررين الضيوف.

## حول النشرة
نشرة شباب يمني تنشر قضية جديدة في اليوم الأول من كل شهر. المواد تغطي مجموعة متنوعة من المواضيع الاقتصادية، الاجتماعية، التعليمية، والقضايا العلمية المتعلقة بالشباب بشكل عام والشباب اليمني بشكل خاص. النشرة الإخبارية لديها أيضًا قسم للمواهب خاصة مثل الفن والتصوير الفوتوغرافي.

## وصلات خارجية
- الموقع الرسمي نسخة محفوظة 16 مايو 2008 على موقع واي باك مشين.